# Городище (Алапаєвський міський округ)
Городи́ще (рос. Городище) — присілок у складі Алапаєвського міського округу (Верхня Синячиха) Свердловської області.
Населення — 28 осіб (2010, 27 у 2002).
Національний склад населення станом на 2002 рік: росіяни — 96 %.